# Krotíri
Krotíri är en bergstopp i Grekland.   Den ligger i prefekturen Nomós Dodekanísou och regionen Sydegeiska öarna, i den sydöstra delen av landet, 300 km öster om huvudstaden Aten. Toppen på Krotíri är 150 meter över havet. Krotíri ligger på ön Kos.
Terrängen runt Krotíri är platt åt nordost, men åt sydost är den kuperad. Havet är nära Krotíri åt nordväst.Runt Krotíri är det ganska glesbefolkat, med 42 invånare per kvadratkilometer. Närmaste större samhälle är Kéfalos, 2,5 km öster om Krotíri. 